# Люганузе (волость)
Лю́ганузе (эст. Lüganuse, нем. Luggenhusen) — бывшая волость в Эстонии. Площадь — 105 км², численность населения по состоянию на 1 января 2017 года составляла 2 876 человек. Административный центр — посёлок Люганузе. Старейшиной волости с марта 2015 года был Виктор Рауам, до этого — Аллар Арон.

## Символика
Герб: на золотом щите синяя полоса, на которой три серебряных рыбы. Соотношение ширины и высоты герба 9:12.

Флаг: цвета флага зелёный, жёлтый и синий; жёлтая полоса находится по горизонтали в центре и составляет 1/7 его ширины. Нормальные размеры флага 105×165 см, соотношение ширины и длины 7:11. В 1993–2013 годах такой же флаг был у города Пюсси.
В 1997—2013 годах у волости была другая символика:
- Герб волости Люганузе в 1997–2013 годах
- Флаг волости Люганузе в 1997–2013 годах

## Населённые пункты
Посёлок: Люганузе.

Деревни: Аа, Айду, Айду-Лийва, Айду-Нымме, Айду-Соокюла, Арувялья, Арупяэлсе, Арукюла, Варинурме, Варья, Венеоя, Вирунурме, Воорепера, Ирвала, Коолма, Копли, Кулья, Лиймала, Липу, Лохкузе, Люмату, Майдла, Матка, Мехиде, Молдова, Мустмятта, Оанду, Оямаа, Пийлсе, Пуртсе, Ребу, Ряэса, Салакюла, Савала, Сиртси, Соонурме, Тарумаа, Уникюла, Хирмузе, Ябара.